# Lugazi, Uganda
Lugazi är en stad i centrala Uganda, och tillhör Buikwedistriktet. Folkmängden uppgår till cirka 130 000 invånare.

## Administrativ indelning
Lugazi är indelad i tre administrativa divisioner:
- Central
- Kawolo
- Najjembe